# Методи збагачення корисних копалин
Методи збагачення корисних копалин (рос. методы обогащения полезных ископаемых, англ. methods of mineral preparation, mineral processing (dressing), нім. Aufbereitungsverfahren n pl der Bodenschätze) — розрізняють механічні та хімічні методи збагачення корисних копалин. В свою чергу, в залежності від фізичних та фізико-хімічних властивостей мінералів, які використовуються для виділення концентрату, механічні методи збагачення корисних копалин поділяють на: гравітаційні, магнітні, електропровідні, оптичні, а також за характеристиками змочуваності та радіоактивності матеріалів. Хімічні методи збагачення корисних копалин не знайшли поки що широкого застосування. Вони основані на вибірковому вилуговуванні або розкладенні мінералів у розчинах різноманітних реагентів. До таких процесів слід віднести, зокрема, розчинення оксидів або сульфідів у розчинах кислот та лугів з одержанням сульфатів, хлоридів, нітратів та інших солей. До хімічних методів належить також біохімічне (мікробіологічне) вилуговування руд та концентратів.